# Инское сельское поселение
Инское се́льское поселе́ние — муниципальное образование в Охотском районе Хабаровского края Российской Федерации. Образовано в 2004 году. 
Административный центр — село Новая Иня. 

## Население
| 2010 | 2011 | 2012 | 2013 | 2014 | 2015 | 2016 |
| ---- | ---- | ---- | ---- | ---- | ---- | ---- |
| 930  | ↘919 | ↘849 | ↘803 | ↘767 | ↘715 | ↘683 |
| 2017 | 2018 | 2019 | 2020 | 2021 |      |      |
| ↘634 | ↘603 | ↘588 | ↘583 | ↗596 |      |      |

Население по данным 2011 года — 919 человек.

## Населённые пункты
В состав поселения входят 5 населённых пунктов:
| № | Населённый пункт | Тип     | Население |
| - | ---------------- | ------- | --------- |
| 1 | Иня              | село    | ↘243      |
| 2 | Новая Иня        | посёлок | ↗286      |
| 3 | Нядбаки          | село    | ↘28       |
| 4 | Сельхозферма     | посёлок | ↘5        |
| 5 | Усчан            | посёлок | ↘34       |

В декабре 2013 года были упразднены населённые пункты метеостанции Хейджан и Ушки.